# Paul Neumann
Paul Neumann (13. června 1875 ve Vídni – 9. února 1932 ve Vídni) byl rakouský plavec a lékař, účastník prvních novodobých olympijských her v Athénách v roce 1896. Stal se prvním rakouským olympijským vítězem.

## Olympijské hry 1896
Již v roce 1892 Neumann, syn světově proslulého lékaře, zvítězil v rakouském národním šampionátu v plavání. V roce 1894 vyhrál na rakouském mistrovství závod na 500 metrů volným způsobem v čase 9:24,2 (ve skutečnosti měřil závod 510 metrů). Na olympijských hrách v roce 1896 se účastnil závodů na 500 metrů a 1200 metrů volným způsobem. Závod na 500 metrů, který se konal v zátoce Zea u Pirea, vyhrál v čase 8:12,6. Alfréd Hajós dal po předcházejícím vítězství v závodě na 100 m volným způsobem přednost přípravě na závod na 1200 metrů. Na start závodu byli závodníci převezeni parníkem těsně po ukončení závodu na 100 m, takže řecký plavec Efstathios Khorafas musel být kvůli blížícímu se startu závodu na 500 m vytažen z vody. Neumann následně neměl žádnou možnost k odpočinku mezi závody na 500 a 1200 metrů a důsledkem toho závod na 1200 metrů nedokončil.
Po úspěchu na hrách v Aténách emigroval do Spojených států amerických, kde se zapsal jako student na německou školu Medical College v Chicagu. V roce 1897, když přestoupil na University of Pennsylvania, hrál vodní pólo. Nakonec se stal lékařem a také získal doktorát z filozofie.
V roce 1897 zaplaval světový rekord v závodech na dvě, tři, čtyři a pět mil ještě za konkurenční Chicago Athletic Association. V tom samém roce vyhrál americký a kanadský národní šampionát v plavání volným způsobem. V roce 1898 získal titul na mistrovství Kanady v závodě na 880 yardů volným způsobem. Získal též tři národní tituly asociace AAU v závodech volným způsobem na 400 metrů, 880 yardů a na jednu míli. V roce 1986 byl uveden do mezinárodní plavecké Dvorany slávy jako průkopník plavání. Byl též uveden do mezinárodní židovské sportovní Dvorany slávy.

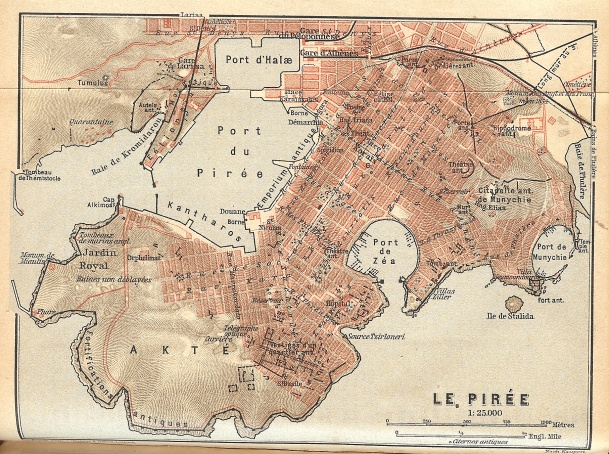
Mapa přístavu Pireus